# Expositiones vocabulorum biblie
Expositiones Vocabulorum Biblie ("Expunerea cuvintelor din Biblie"), numită și Biblia călugărițelor, este un manuscris din pergament scris în latină, în secolul al XIV-lea, de către clericul William Brito, numit și Guillaume le Breton.
Are formatul unui dicționar care dă explicații pentru cuvintele dificile (unele în greacă și ebraică) din Biblia vulgata.
Este adresat în primul rând călugărițelor și oferă detalii despre modul lor de viață din acea perioadă.
Cartea este expusă la Abația Lacock din Wiltshire.
Se spune că a fost salvată în mod miraculos de la distrugerea ordonată de Henric al VIII-lea al Angliei în 1530, care a decis înființarea Biserii Anglicane și confiscarea bunurilor Bisericii Catolice.
Documentul a fost cumpărat de statul britanic și inclus în patrimoniu.